# Битва при Риачуэло
Битва при Риачуэло в июне 1865 года стала крупнейшим водным сражением в истории Южной Америки. Ряд историков считает битву поворотным событием Парагвайской войны. К концу 1864 года войска Парагвая одержали несколько побед. Однако 11 июня 1865 года поражение парагвайского флота в сражении с бразильскими кораблями на реке Парана привело к перелому в войне.

## План битвы

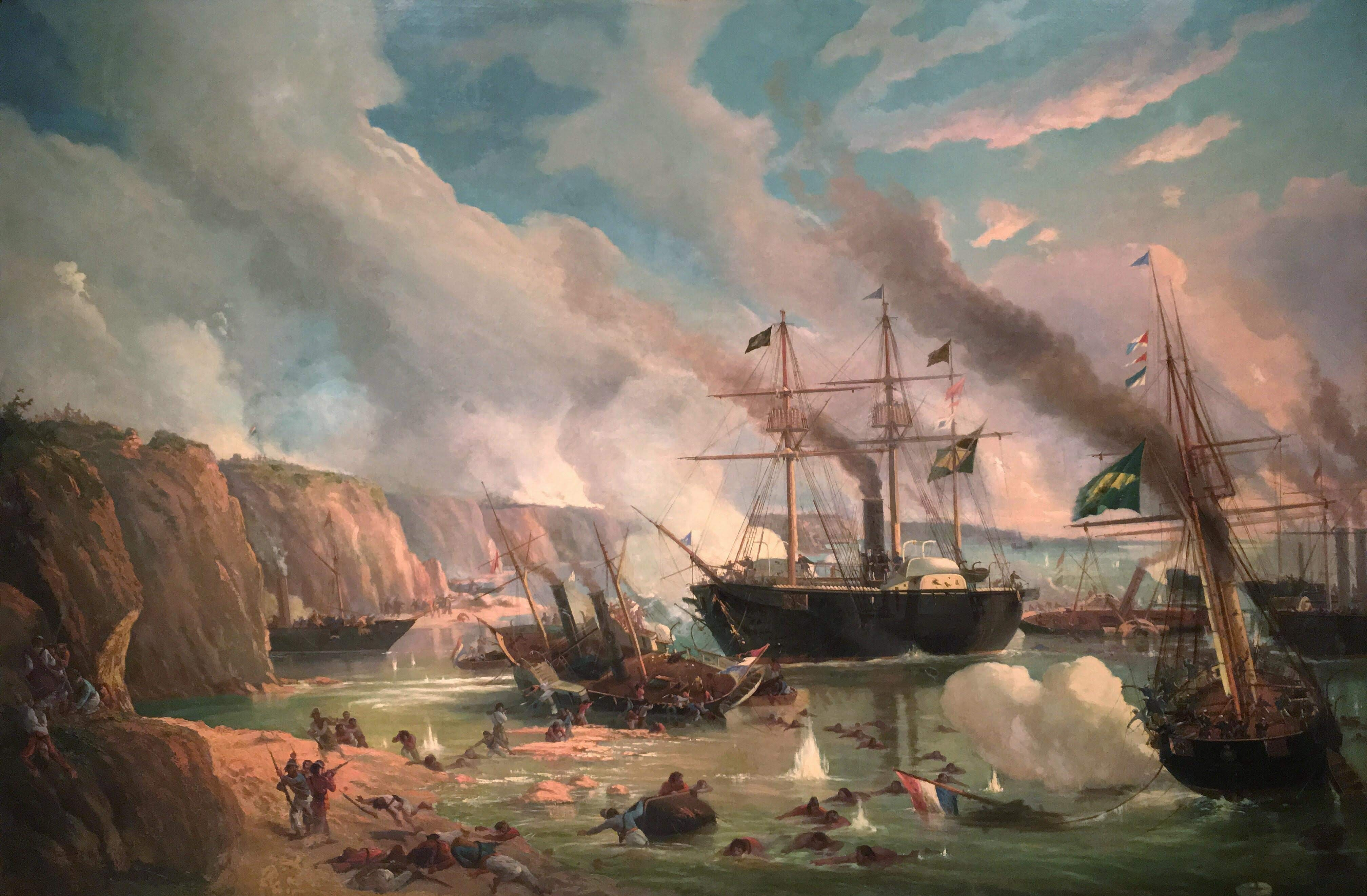
Битва при Риачуэло

Парагвайцы планировали совершить неожиданное нападение на флот противника в Риачуэло ещё до восхода солнца. Они знали, что большинство бразильских моряков ночевали на берегу. На кораблях оставались лишь несколько человек. Всего у парагвайцев для атаки было подготовлено девять кораблей, на которых имелось в сумме 45 орудий. Бразильская эскадра под командованием адмирала Баррозо да Силва насчитывала девять кораблей при 58 орудиях.

## Ход сражения
В ночь с 9 на 10 июня парагвайские корабли вышли из порта Умайта и направились вниз по течению реки Парана к Риачуэло. План нарушился в середине ночи, когда сломался двигатель на пароходе «Ибера». Парагавайцы потратили несколько часов, пытаясь починить двигатель, но так и не сумели этого сделать. В итоге было принято решение оставить «Иберу» и продолжить путь на восьми кораблях. Из-за этой остановки время было упущено; начало светать. Однако в районе Риачуэло был сильный туман, и приближение парагвайской эскадры осталось незамеченным; а бразильские моряки всё ещё находились на берегу. То есть при решительной атаке парагвайцы имели хорошие шансы захватить пришвартованные бразильские пароходы. Но командование парагвайской эскадры допустило роковую ошибку, приказав открыть огонь по лагерю бразильцев на берегу, вместо того чтобы брать на абордаж бразильские корабли.
Бразильские моряки успели вернуться на свои корабли и подготовились к бою. В начавшейся ружейно-артиллерийской дуэли бразильцы оказались более удачливы. Они потопили две парагвайские баржи и серьёзно повредили два вражеских парохода. Парагвайцы отступили и встали невдалеке от Риачуэло на якорь. Бразильцы развели пары на своих кораблях и решили довершить разгром парагвайской эскадры. Но в ходе новой фазы боя бразильцы потеряли свой головной корабль «Бельмонте».
Вдохновлённые успехом, парагвайцы сами решились на атаку и снялись с якоря. Они попытались захватить один из бразильских кораблей. Но во время боя парагвайский командир капитан Меса получил смертельное ранение.

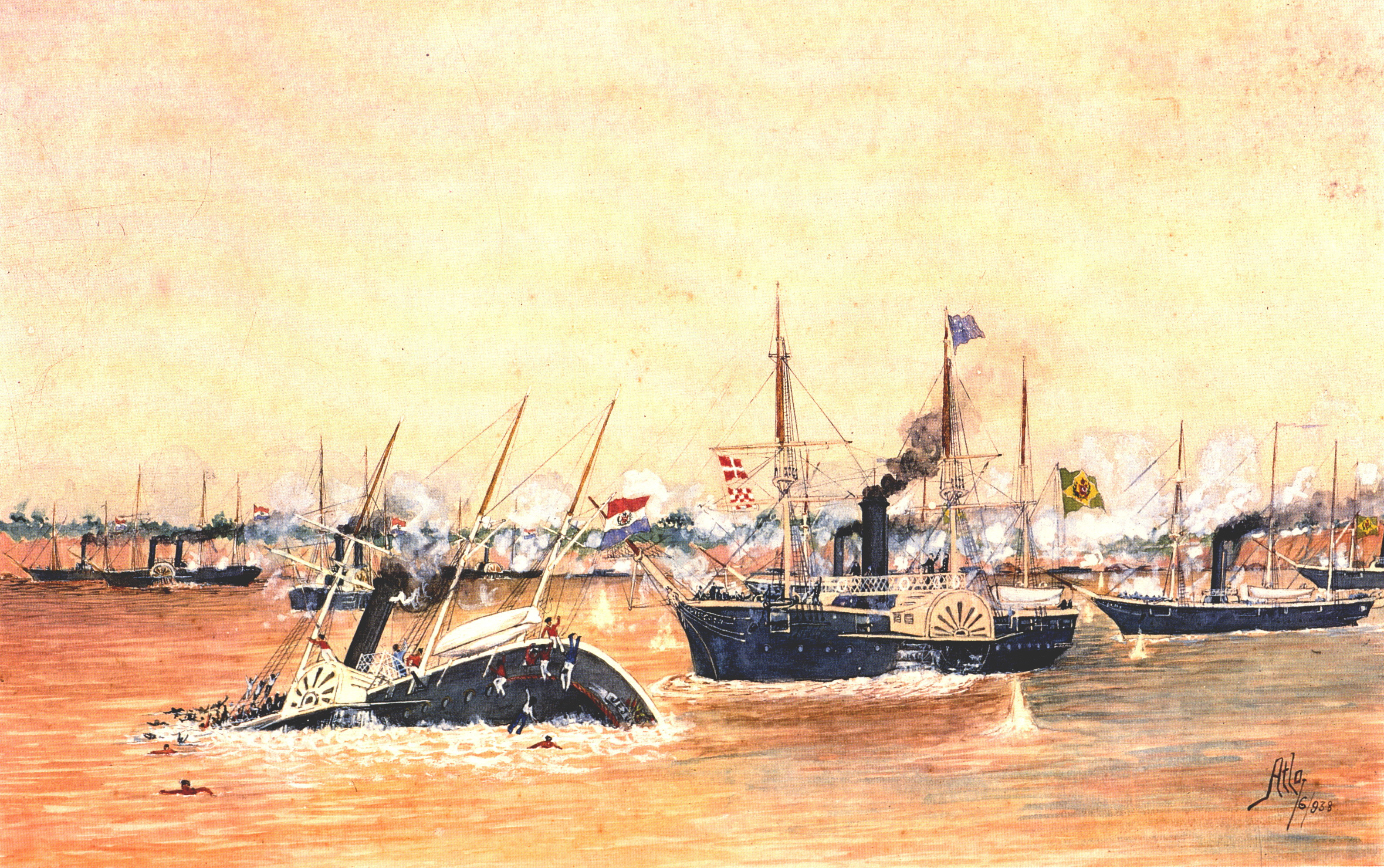
Битва при Риачуэло

Дальнейший ход битвы превратился в хаотическое противостояние. Согласованных действий больше не получалось. Фактически экипаж каждого корабля с обеих сторон действовал самостоятельно. И тут удача вновь оказалась на стороне бразильцев. Возможно, важную роль в их итоговой победе сыграл переход к необычной тактике: бразильцы несколько раз смело шли на таран парагвайских кораблей. Экипажи оставшихся на ходу пароходов Парагвая начали отступать. Битва закончилась убедительной победой бразильской эскадры.

## Итоги сражения
Парагвай потерял в битве 4 парохода и 350 человек убитыми. Из более чем 500 раненых более половины умерли в течение недели, в том числе и капитан Меса. Потери бразильской эскадры оказались гораздо скромнее: всего один пароход. Остальные были позднее отремонтированы. Погибло около ста бразильцев; ещё 150 человек было ранено.
Парагвай лишился почти половины своего боевого флота и потерял возможность вести активные боевые действия на реках. С этого момента инициатива в войне перешла к противникам Парагвая.